# Gnotus chionops
Gnotus chionops är en stekelart som först beskrevs av Johann Ludwig Christian Gravenhorst 1829.  Gnotus chionops ingår i släktet Gnotus och familjen brokparasitsteklar. Arten är reproducerande i Sverige. Inga underarter finns listade i Catalogue of Life.